# 栗柄岩蕨
栗柄岩蕨（学名：Woodsia cycloloba）为岩蕨科岩蕨属下的一个种。

## 扩展阅读
- 維基物種上的相關：栗柄岩蕨